# Gaetano Capece
Gaetano Maria Capece (Napoli, 16 gennaio 1720 – Pozzuoli, tra il 2 e il 30 giugno 1794) è stato un arcivescovo cattolico italiano.

## Biografia
Gaetano Maria Capece nacque a Napoli il 16 gennaio 1720 da una famiglia di antica nobiltà, fu ordinato sacerdote il 29 febbraio 1744 e consacrato arcivescovo il 24 dicembre 1769.
Fu arcivescovo di Trani e gli fu concesso il titolo personale di arcivescovo di Pozzuoli, dove restaurò la cattedrale e l'arcivescovado e dove fece erigere il monte di pietà.
Morì tra il 2 e il 30 giugno del 1794.

## Genealogia episcopale
La genealogia episcopale è:
- Cardinale Scipione Rebiba
- Cardinale Giulio Antonio Santori
- Cardinale Girolamo Bernerio, O.P.
- Arcivescovo Galeazzo Sanvitale
- Cardinale Ludovico Ludovisi
- Cardinale Luigi Caetani
- Cardinale Ulderico Carpegna
- Cardinale Paluzzo Paluzzi Altieri degli Albertoni
- Cardinale Flavio Chigi
- Papa Clemente XII
- Cardinale Giovanni Antonio Guadagni, O.C.D.
- Cardinale Ferdinando Maria de' Rossi
- Arcivescovo Gaetano Maria Capece, C.R.